# Trek-duwtrein

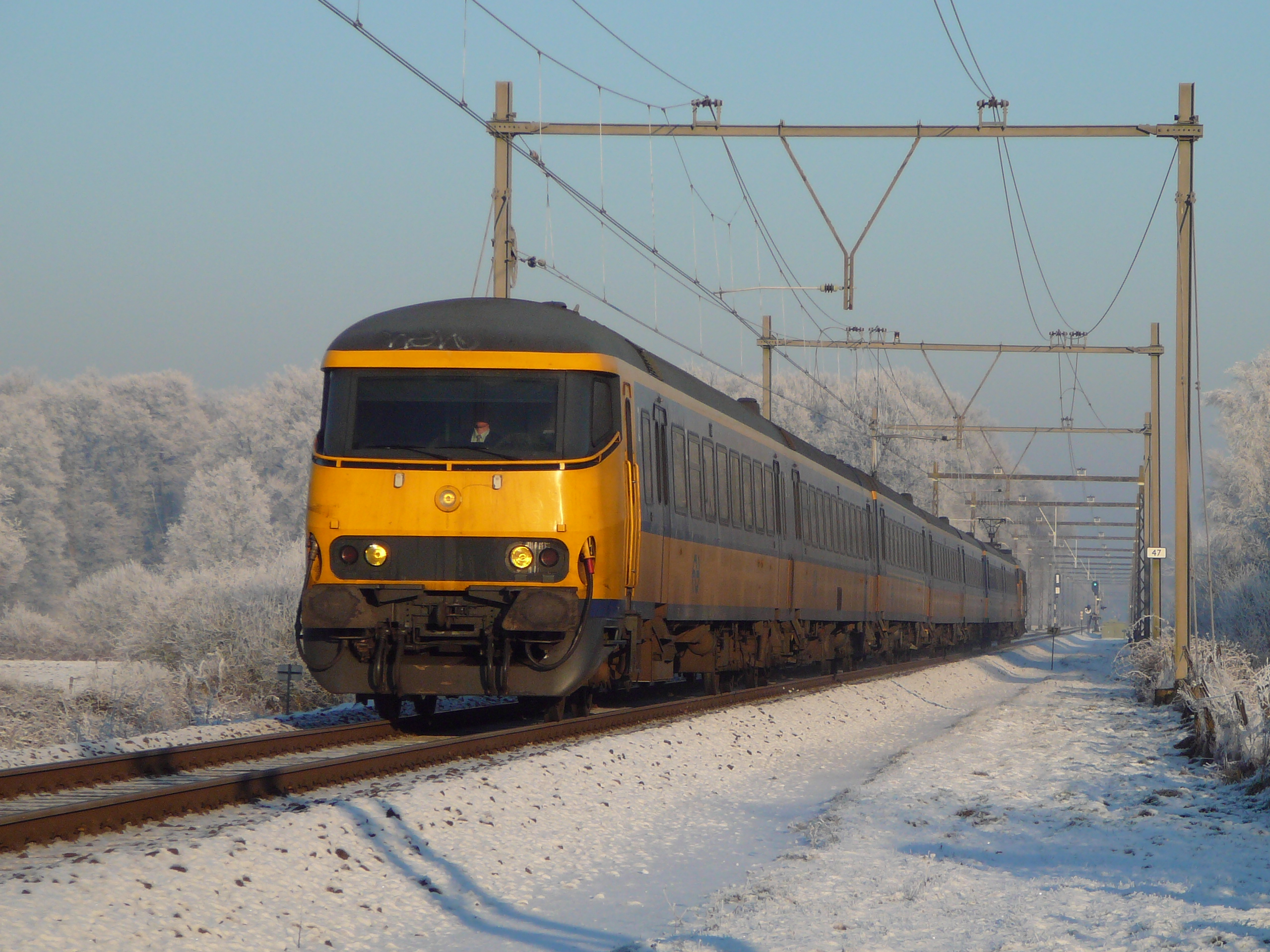
Trek-duwtrein bij Diepenveen

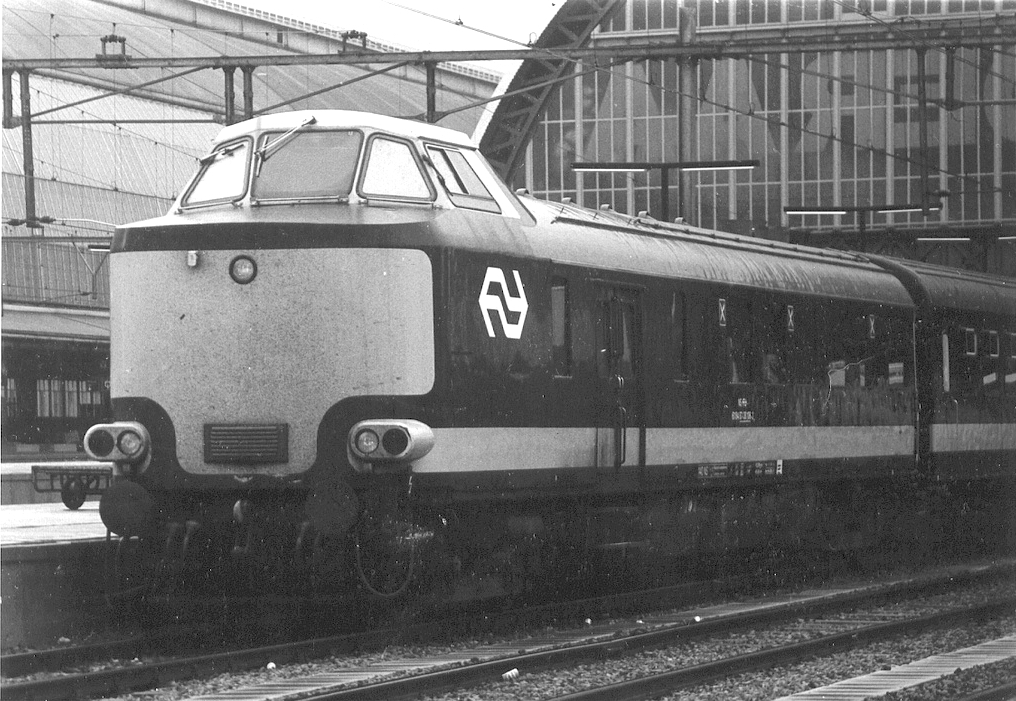
Voor de trek-duwtreinen van de Beneluxtrein waren bestaande restauratierijtuigen plan D tot stuurstandrijtuig verbouwd.

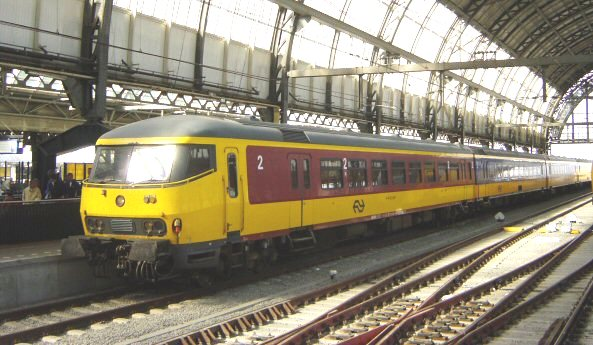
De latere versie van de trek-duwtrein voor de Beneluxtrein, hier in station Amsterdam Centraal

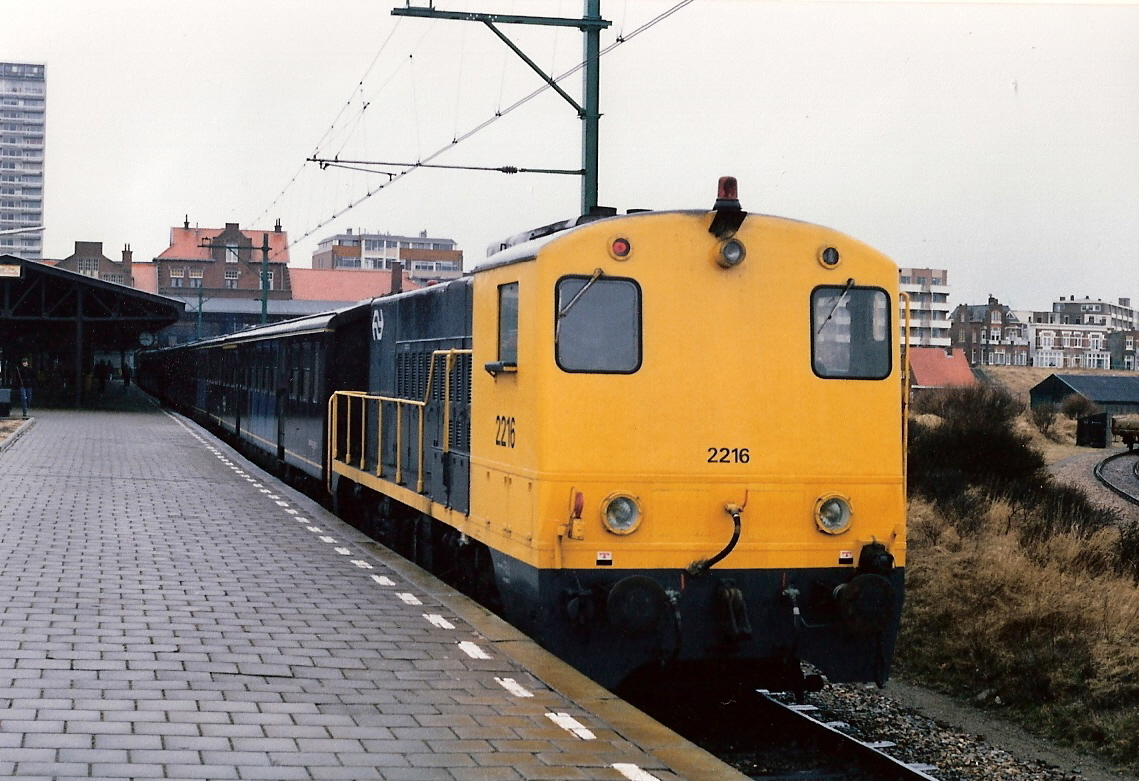
Trek-duwtrein met NS 2216 en 2294 met een stam plan E te Zandvoort

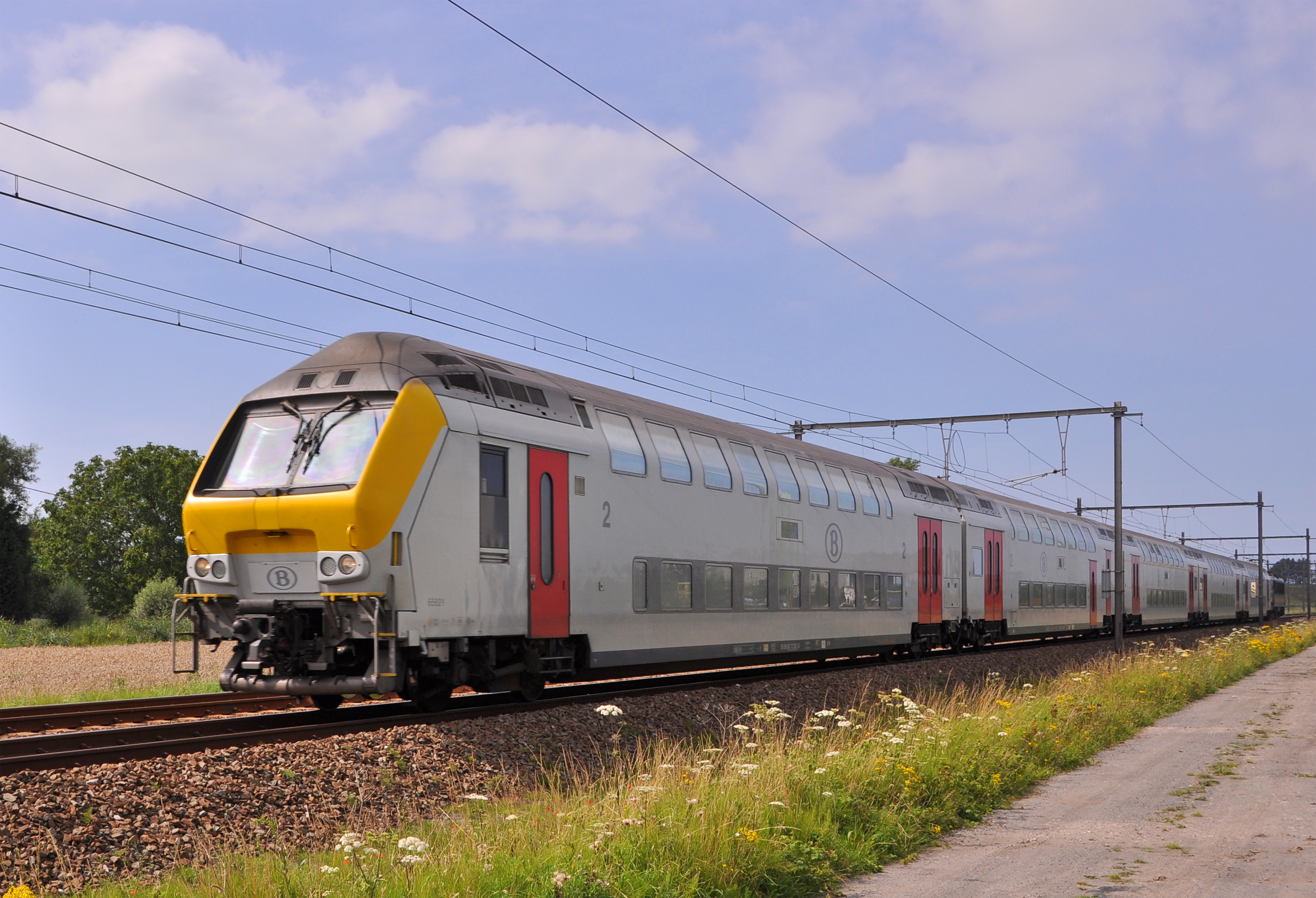
Trek-duwtrein, samengesteld uit M6-materieel en locomotief

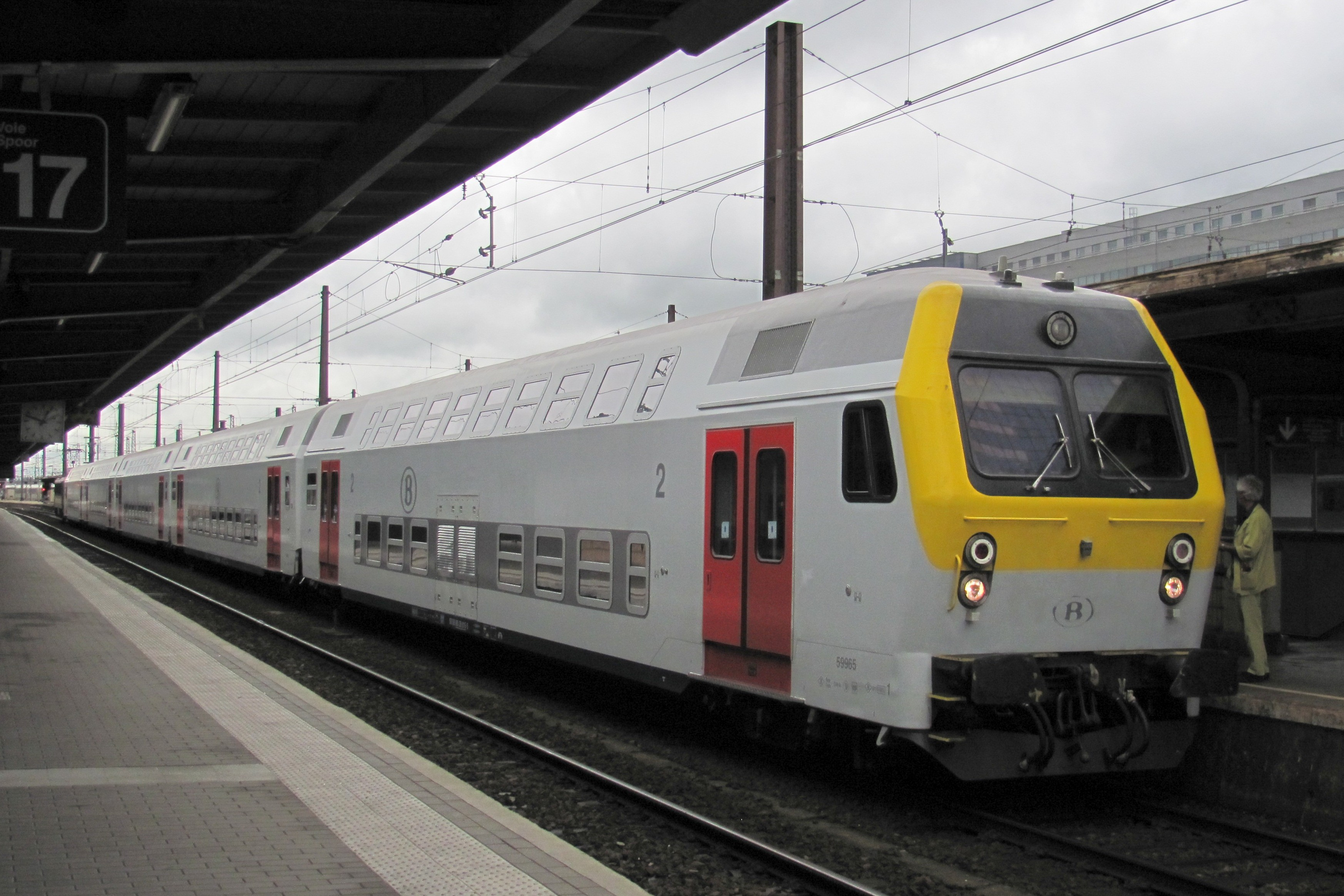
Een trek-duwtrein, bestaande uit M5-materieel en locomotief, in station Brussel-Zuid

Een trek-duwtrein is een trein die bestaat uit een locomotief, een aantal rijtuigen en een stuurstandrijtuig. De locomotief kan vanuit het stuurstandrijtuig bediend worden, zodat de trein net zo makkelijk met de locomotief achter als voor rijdt (en dan respectievelijk duwt en trekt). Het stuurstandrijtuig is nodig omdat de machinist vanuit de achterop rijdende locomotief geen uitzicht heeft.
Een tweede mogelijkheid voor een trek-duwtrein is een trein met twee tractievoertuigen, waarbij de ene trekt en de andere duwt, in spoorjargon wordt dit 'sandwichrijden' genoemd.
Een derde, zelden gebruikte mogelijkheid, is een trein met een locomotief in het midden en aan iedere einde een stuurstandrijtuig. Zulke treinen werden bijvoorbeeld in gebruik gesteld als Beneluxtreinen na indienststelling van de HSL Zuid / HSL 4 tussen Antwerpen en Breda, toen er tijdelijk een tekort was aan locomotieven, maar niet aan stuurstandrijtuigen, uitgerust met ERTMS.

## Toepassing
Het grote voordeel van een trek-duwtrein is dat kopmaken een simpele procedure is; het is niet nodig de locomotief naar het andere einde van de trein te rangeren. Dit is gunstig in het eindstation, maar vooral als er tijdens de rit van rijrichting wordt veranderd.
Het nadeel van een trek-duwtrein is, wanneer de trein geduwd wordt, dat bij een botsing de locomotief de trein als het ware in elkaar drukt, waar bij een getrokken trein de locomotief de grootste klap zal opvangen.
De variant hierop met een locomotief aan beide uiteinden van de trein, waarbij alleen de trekkende locomotief voor tractie zorgt, wordt een 'trek-trektrein' genoemd. Het nadeel daarvan is dat er twee locomotieven nodig zijn, terwijl er meestal maar één tegelijk gebruikt wordt. Met een stuurstandrijtuig kan dus een locomotief uitgespaard worden. Een trek-trektrein wordt weleens gebruikt als er te weinig stuurstandrijtuigen, maar wel genoeg locomotieven beschikbaar zijn.
Nog een variant is een trein met aan beide uiteinden een locomotief waarbij beide locs in treinschakeling voor tractie zorgen, dus zowel de trekkende als de duwende loc. Hier wordt dan weer wel gesproken over een trek-duwtrein. Deze trek-duwtreinen kwamen voor bij de NS in de jaren zeventig en tachtig, onder andere op het traject Enschede-Zwolle, wegens gebrek aan dieseltreinstellen. Ze bestonden uit een stam Plan E-rijtuigen met aan beide zijden een dieselelektrische locomotief van de serie NS 2200. Deze locomotieven zijn eigenlijk bedoeld voor goederentreinen en er was dan ook een aparte wagen nodig om in de winter voor de verwarming te zorgen. De rijtuigen en de verwarmingswagen waren voorzien van stuurstroomkabels,.
Lovers Rail reed ook met twee diesellocs uit de serie NS 2200 en een stam M2-rijtuigen, maar hier zorgde alleen de voorste loc voor tractie. De achterop lopende loc was dan slechts nutteloze ballast, voor deze trek-trektrein.
Bij hogesnelheidstreinen als de TGV of Intercity 125 die uit twee motorwagens (locomotieven) met daartussen rijtuigen bestaan, zorgt de achterste motorwagen voor tractie op half vermogen.
In Nederland werd de trek-duwtrein sinds 1927 op kleine schaal toegepast bij de treinen op de spoorlijn Haarlem - IJmuiden, niet met een locomotief, maar met een elektrisch motorrijtuig mat '24 en een stuurstandrijtuig. In 1974 kwamen acht trek-duwtreinen in dienst op de Beneluxdienst (Amsterdam – Brussel). Ook op de dienst Schiphol – Eindhoven - (Maastricht) en Roosendaal – Zwolle hebben trek-duwtreinen gereden. Sinds 1985 komen in Nederland trek-duwtreinen ook voor in de vorm van dubbeldekstreinen.
De Beneluxtrein (sinds december 2025 de Eurocity Antwerpen – Rotterdam) heeft een lange traditie van trek-duwdienst (eerst vanaf 1957 tussen Brussel en Amsterdam met Hondekoptreinstellen), want hij moet niet alleen kopmaken in de eindstations maar hij moest dat voor het bestaan van de Antwerpse Noord-Zuidverbinding ook in Antwerpen-Centraal, en sinds de trein over de HSL rijdt maakt hij kop in Breda.
In België rijdt een deel van het binnenlands treinverkeer als trek-duwtrein, bijvoorbeeld de IC-A-verbinding Eupen - Oostende en alle dubbeldekstreinen. Ook andere verbindingen rijden dagelijks met M4-rijtuigen in trek-duwformatie. Voorbeelden zijn de IR-f (Kortrijk-Leuven) en de IC-f (Quiévrain-Luik) en de IC-h (Moeskroen-Schaarbeek).
Vooral in Duitsland komen trek-duwtreinen veel voor.
Ook bij trams was vroeger de trek-duwtrein niet onbekend. Bij de Blauwe Tram in Noord- en Zuid-Holland reden de Boedapesters (zo genoemd naar de stad waar ze gebouwd waren) vanaf de jaren dertig in trek-duwformaties in de samenstelling bijwagen-motorwagen, dan wel bijwagen-motorwagen-bijwagen. In België hebben de Brusselse en Gentse trams allemaal een stuurpost aan iedere einde, want in die netwerken zijn niet alle lijnen voorzien van keerlussen, en keerdriehoeken zijn er helemaal afwezig.

## Treinstel
Een treinstel heeft vaak de motoren in een van de rijtuigen. Is dat het eerste of laatste rijtuig, dan is een treinstel in feite ook een trek-duwtrein. Er zijn ook verschillen: de onderdelen van een treinstel horen als eenheid bij elkaar, inclusief het aangedreven rijtuig, dat uiterlijk nauwelijks als locomotief herkenbaar is.
Opmerkelijk is dat bij de DD-AR het stuurstandrijtuig en de locomotief van automatische koppelingen zijn voorzien, waardoor meerdere treinen gekoppeld kunnen worden en de trein meer op een treinstel is gaan lijken. 

## Voorbeelden

### België
- I11
- M4
- M5
- M6
- M7

### Nederland
- DDM
- DDAR
- ICRm